# Чемпіонат СРСР з тенісу
Чемпіонати СРСР з тенісу проводилися з 1924 по 1991 рік. Метою чемпіонатів було визначення найсильніших тенісистів СРСР в даному році. Всього було проведено 60 літніх чемпіонатів і п'ять зимових (що проходили з 1986 по 1990 рік замість Всесоюзних зимових змагань).

## Історія
Медалі чемпіонатів СРСР в чоловічому одиночному, жіночому одиночному і чоловічому парному розрядах розігрувалися з 1924 року, в змішаному парному розряді з 1925 року і в жіночому парному розряді з 1927 року. Одинадцяти спортсменам за історію вдалося стати абсолютними чемпіонами СРСР, перемігши в один рік у всіх трьох розрядах (одиночному, чоловічому або жіночому парному і змішаному); Олександр Метревелі став абсолютним чемпіоном СРСР шість разів (з 1970 по 1973, 1975 і 1976), а Анна Дмитрієва чотири рази (1959, 1961, 1962, 1964)  . В цілому в чемпіонатах домінували представники РРФСР, що завоювали по 39 титулів в чоловічому і жіночому одиночному розряді (відповідно, 14 з 20 і 17 з 28 спортсменів, які ставали чемпіонами в цих розрядах, представляли російські міста), а серед спортивних товариств найбільше нагород завоювали представники ДСТ «Динамо».
Чемпіонати СРСР проводилися в 15 різних містах: Москві (21літній і 4 зимових), Донецьку, Ташкенті, Тбілісі (по 5 літніх), Ленінграді, Харкові (по 4 літніх), Талліні (3 літніх), Києві (два загальних літніх і жіночий літній 1988 року), Алма-Аті, Єревані, Калінінграді, Юрмалі (по 2 літніх), Адлері, Ростові-на-Дону (по одному літньому), Красноярську (1 зимовий) і Ужгороді (чоловічий літній 1988 року).

## Рекорди змагань
- Найбільша кількість перемог:
  - Чоловіки - Олександр Метревелі - 29 (12 + 11 + 6); Метревелі також є рекордсменом за кількістю перемог в одиночному розряді
  - Жінки - Ольга Морозова - 22 (5 + 10 + 7); в одиночному розряді рекорд належить Ніні Тепляковій - 7 титулів
- Найбільша кількість появ в фіналах:
  - Чоловіки - Микола Озеров - 39 (10 + 16 + 13), з них 24 перемоги
  - Жінки - Тетяна Налимова - 29 (2 + 15 + 12), з них 21 перемога
- Наймолодший чемпіон - Наталя Медведєва (зимовий чемпіонат 1987 року, 15 років)
  - Наймолодший чемпіон серед чоловіків - Андрій Черкасов (1988, 17 років)
- Найбільша кількість геймів в фіналі - 63 (1975 рік, Какулія / Метревелі - Волков / Коротков 9:7, 10:12, 6:3, 3:6, 6:1)
  - Найбільша кількість геймів в жіночому або змішаному фіналі (до двох перемог в сетах) - 40 (1939 рік, Налимова / Тис - Клочкова / Коровіна 9:11, 6:4, 6:4)
- Найменша кількість геймів в фіналі - 13 (1961, Дмитрієва - Кузьменко 6:1, 6: 0; 1928 Суходольська / Кудрявцев - Махмуд-Бек / А. Дементьєв 6:0, 6:1)
  - Найменша кількість геймів в чоловічому фіналі (до трьох перемог в сетах) - 19 (1964, Лейус - Мозер 6: 1, 6: 0, 6: 0)

## Переможці чемпіонатів СРСР в чоловічому і жіночому одиночному розряді
| Рік     | Чоловіки                                       | Жінки                                          |
| ------- | ---------------------------------------------- | ---------------------------------------------- |
| 1924    | Георгій Столяров                               | Таміра Суходольска                             |
| 1925    | Євген Кудрявцев                                | Олена Александрова                             |
| 1926    | не проводився                                  | не проводився                                  |
| 1927    | Євген Кудрявцев (2)                            | Ніна Теплякова                                 |
| 1928    | Євген Кудрявцев (3)                            | Софія Мальцева                                 |
| 1929/31 | не проводився                                  | не проводився                                  |
| 1932    | Едуард Негребецький                            | Софія Мальцева (2)                             |
| 1933    | не проводився                                  | не проводився                                  |
| 1934    | Євген Кудрявцев (4)                            | Ніна Теплякова (2)                             |
| 1935    | Борис Новиков                                  | Ніна Теплякова (3)                             |
| 1936    | Борис Новиков (2)                              | Ніна Теплякова (4)                             |
| 1937    | Борис Новиков (3)                              | Ніна Теплякова (5)                             |
| 1938    | Борис Новиков (4)                              | Ніна Теплякова (6)                             |
| 1939    | Борис Новиков (5)                              | Ніна Теплякова (7)                             |
| 1940    | Юзеф Гебда                                     | Галина Коровіна                                |
| 1941/43 | не проводився                                  | не проводився                                  |
| 1944    | Микола Озеров                                  | Галина Коровіна (2)                            |
| 1945    | Микола Озеров (2)                              | Галина Коровіна (3)                            |
| 1946    | Микола Озеров (3)                              | Ольга Калмикова                                |
| 1947    | Едуард Негребецький (2)                        | Ольга Калмикова (2)                            |
| 1948    | Борис Новиков (6)                              | Надія Белоненко                                |
| 1949    | Едуард Негребецький (3)                        | Надія Белоненко (2)                            |
| 1950    | Едуард Негребецький (4)                        | Надія Белоненко (3)                            |
| 1951    | Микола Озеров (4)                              | Єлизавета Чувиріна                             |
| 1952    | Сергій Андрєєв                                 | Єлизавета Чувиріна (2)                         |
| 1953    | Николай Озеров (5)                             | Єлизавета Чувиріна (3)                         |
| 1954    | Сергій Андрєєв (2)                             | Єлизавета Чувиріна (4)                         |
| 1955    | Сергій Андрєєв (3)                             | Лариса Преображенська                          |
| 1956    | Сергій Андреев (4)                             | Валерія Кузьменко                              |
| 1957    | Сергій Андрєєв (5)                             | Маргарита Ємельянова                           |
| 1958    | Сергій Андрєєв (6)                             | Валерія Кузьменко (2)                          |
| 1959    | Михайло Мозер                                  | Анна Дмитрієва                                 |
| 1960    | Михайло Мозер (2)                              | Валерія Кузьменко (3)                          |
| 1961    | Рудольф Сивохін                                | Анна Дмитрієва (2)                             |
| 1962    | Андрій Потанін                                 | Анна Дмитрієва (3)                             |
| 1963    | Томас Лейус                                    | Анна Дмитрієва (4)                             |
| 1964    | Томас Лейус (2)                                | Анна Дмитрієва (5)                             |
| 1965    | Томас Лейус (3)                                | Тийу Сооме                                     |
| 1966    | Олександр Метревелі                            | Галина Бакшеєва                                |
| 1967    | Олександр Метревелі (2)                        | Галина Бакшеєва (2)                            |
| 1968    | Томас Лейус (4)                                | Тійу Ківі-Пармас                               |
| 1969    | Олександр Метревелі (3)                        | Ольга Морозова                                 |
| 1970    | Олександр Метревелі (4)                        | Ольга Морозова (2)                             |
| 1971    | Олександр Метревелі (5)                        | Ольга Морозова (3)                             |
| 1972    | Олександр Метревелі (6)                        | Євгенія Бірюкова                               |
| 1973    | Олександр Метревелі (7)                        | Марина Крошина                                 |
| 1974    | Олександр Метревелі (8)                        | Марина Крошина (2)                             |
| 1975    | Олександр Метревелі (9)                        | Марина Крошина (3)                             |
| 1976    | Олександр Метревелі (10)                       | Ольга Морозова (4)                             |
| 1977    | Володимир Коротков                             | Бородина Наталія Василівна                     |
| 1978    | Олександр Метревелі (11)                       | Наталья Чмирьова                               |
| 1979    | Олександр Звєрєв                               | Марина Крошина (4)                             |
| 1980    | Олександр Метревелі (12)                       | Ольга Морозова (5)                             |
| 1981    | Олександр Звєрєв (2)                           | Марина Крошина (5)                             |
| 1982    | Константин Пугаєв                              | Людмила Макарова                               |
| 1983    | Сергій Леонюк                                  | Олена Єлисеєнко                                |
| 1984    | Олександр Звєрєв (3)                           | Вікторія Мильвидська                           |
| 1985    | Андрій Чесноков                                | Світлана Пархоменко                            |
| 1986    | Андрій Чесноков (2) Сергій Леонюк (зимовий)    | Наташа Звєрєва Лейла Месхі(зимовий)            |
| 1987    | Андрій Чесноков (3) Олександр Звєрєв (зимовий) | Наташа Звєрєва (2) Наталья Медведєва (зимовий) |
| 1988    | Андрій Черкасов Андрій Черкасов (зимовий)      | Євгенія Манюкова Наташа Звєрєва (зимовий)      |
| 1989    | Андрій Черкасов (2) Андрій Чесноков (зимовий)  | Лейла Месхі Олена Брюховець (зимовий)          |
| 1990    | Дмитрий Поляков Володимир Габричідзе (зимовий) | Євгенія Манюкова (2) Олена Макарова (зимовий)  |
| 1991    | Дмитро Паленов                                 | Світлана Комлева                               |

## Переможці чемпіонатів СРСР в чоловічому і жіночому парному і змішаному розряді
| Рік     | Чоловіки                                                                                  | Жінки                                                                             | Мікст                                |
| ------- | ----------------------------------------------------------------------------------------- | --------------------------------------------------------------------------------- | ------------------------------------ |
| 1924    | Євген Кудрявцев/Бруно Шпігель                                                             | не проводився                                                                     | не проводився                        |
| 1925    | Євген Кудрявцев/Василь Косяков                                                            | не проводився                                                                     | Олена Александрова/Євген Тихонов     |
| 1926    | не проводився                                                                             | не проводився                                                                     | не проводився                        |
| 1927    | Всеволод Вербицький/Микола Іванов                                                         | Олена Александрова/Ніна Теплякова                                                 | Зінаїда Клочкова/Євген Кудрявцев     |
| 1928    | Євген Кудрявцев/В'ячеслав Мультіно                                                        | Ольга Федоровська/Валентина Шлупп                                                 | Таміра Суходольска/Євген Кудрявцев   |
| 1929/31 | не проводився                                                                             | не проводився                                                                     | не проводився                        |
| 1932    | Євген Кудрявцев/В'ячеслав Мультіно                                                        | Олена Александрова/Софія Мальцева                                                 | Зінаїда Клочкова/В'ячеслав Мультіно  |
| 1933    | не проводився                                                                             | не проводився                                                                     | не проводився                        |
| 1934    | Арчіл Мдіван/Едуард Негребецький                                                          | Анастасія Сурначова/Ніна Теплякова                                                | Зінаїда Клочкова/В'ячеслав Мультіно  |
| 1935    | Арчіл Мдівані/Едуард Негребецький                                                         | Зінаїда Клочкова/Еллен Тис                                                        | Марія Мейер/Євген Кудрявцев          |
| 1936    | Арчіл Мдівані/Едуард Негребецький                                                         | Зінаїда Клочкова/Еллен Тис                                                        | Тетяна Налимова/Євген Кудрявцев      |
| 1937    | Євген Кудрявцев/Едуард Негребецький                                                       | Тетяна Налимова/Ксенія Долголенко                                                 | Тетяна Налимова/Євген Кудрявцев      |
| 1938    | Євген Кудрявцев/Едуард Негребецький                                                       | Зінаїда Клочкова/Галина Коровина                                                  | Зінаїда Клочкова/Едуард Негребецький |
| 1939    | Євген Кудрявцев/Едуард Негребецький                                                       | Тетяна Налимова/Еллен Тис                                                         | Тетяна Налимова/Едуард Негребецький  |
| 1940    | Євген Кудрявцев/Едуард Негребецький                                                       | Зінаїда Клочкова/Галина Коровіна                                                  | Тамара Махмуд-Бек/Микола Озеров      |
| 1941/43 | не проводився                                                                             | не проводився                                                                     | не проводився                        |
| 1944    | Зденек Зікмунд/Микола Озеров                                                              | Галина Коровіна/Тетяна Налимова                                                   | Зінаїда Клочкова/Микола Озеров       |
| 1945    | Зденек Зікмунд/Микола Озеров                                                              | Галина Коровіна/Тетяна Налимова                                                   | Тетяна Налимова/Оттомар Алас         |
| 1946    | Зденек Зікмунд/Микола Озеров                                                              | Галина Коровіна/Тетяна Налимова                                                   | Тетяна Налимова/Оттомар Алас         |
| 1947    | Зденек Зікмунд/Микола Озеров                                                              | Галина Коровіна/Тетяна Налимова                                                   | Тетяна Налимова/Едуард Негребецький  |
| 1948    | Зденек Зікмунд/Микола Озеров                                                              | Надія Белоненко/Ольга Калмикова                                                   | Галина Коровіна/Оттомар Алас         |
| 1949    | Зденек Зікмунд/Микола Озеров                                                              | Галина Коровіна/Тетяна Налимова                                                   | Ольга Калмикова/Микола Озеров        |
| 1950    | Едуард Негребецький/Микола Озеров                                                         | Галина Коровіна/Тетяна Налимова                                                   | Тетяна Налимова/Едуард Негребецький  |
| 1951    | Едуард Негребецький/Микола Озеров                                                         | Галина Коровіна/Тетяна Налимова                                                   | Тетяна Налимова/Едуард Негребецький  |
| 1952    | Едуард НегребецькийМикола Озеров                                                          | Галина Коровіна/Тетяна Налимова                                                   | Тетяна Налимова/Едуард Негребецький  |
| 1953    | Михайло Корчагін/Микола Озеров                                                            | Галина Коровіна/Тетяна Налимова                                                   | Єлизавета Чувиріна/Микола Озеров     |
| 1954    | Сергій Андрєєв/Семен Беліц-Гейман                                                         | Антоніна Кузьміна/Єлизавета Чувиріна                                              | Клавдія Борисова/Сергій Андрєєв      |
| 1955    | Михайло Корчагин/Микола Озеров                                                            | Галина Коровіна/Тетяна Налимова                                                   | Єлизавета Чувиріна/Микола Озеров     |
| 1956    | Сергій Андрєєв/Семен Беліц-Гейман                                                         | Лариса Преображенська/Віра Філіппова                                              | Лариса Преображенська/Сергій Андрєєв |
| 1957    | Сергій Андрєєв/Микола Озеров                                                              | Лариса Преображенська/Віра Філіппова                                              | Ірина Литовченко-Новак/Микола Озеров |
| 1958    | Сергій Андрєєв/Микола Озеров                                                              | Анна Дмитрієва/Єлизавета Чувиріна                                                 | Валерія Кузьменко/Михайло Мозер      |
| 1959    | Сергій Лихачов/Михайло Мозер                                                              | Анна Дмитрієва/Ірина Єрмолова                                                     | Анна Дмитрієва/Сергій Лихачов        |
| 1960    | Сергій Лихачов/Михайло Мозер                                                              | Анна Дмитрієва/Валерія Кузьменко                                                  | Валерія Кузьменко/Михайло Мозер      |
| 1961    | Сергій Лихачов/Михайло Мозер                                                              | Анна Дмитрієва/Ірина Єрмолова                                                     | Анна Дмитрієва/Сергій Лихачов        |
| 1962    | Михайло Мозер/Рудольф Сивохін                                                             | Галина Бакшеєва/Анна Дмитрієва                                                    | Анна Дмитрієва/Сергій Лихачов        |
| 1963    | Томас Лейус/Сергій Лихачов                                                                | Галина Бакшеєва/Анна Дмитрієва                                                    | Галина Бакшеєва/Томас Лейус          |
| 1964    | В'ячеслав Єгоров/Володимир Коротков                                                       | Галина Бакшеєва/Анна Дмитрієва                                                    | Анна Дмитрієва/Сергій Лихачов        |
| 1965    | Томас Лейус/Сергій Лихачов                                                                | Галина Бакшеєва/Анна Дмитрієва                                                    | Галина Бакшеева/Томас Лейус          |
| 1966    | В'ячеслав Єгоров/Володимир Коротков                                                       | Галина Бакшеєва/Анна Дмитрієва                                                    | Галина Бакшеєва/Томас Лейус          |
| 1967    | Сергій Лихачов/Олександр Метревелі                                                        | Галина Бакшеєва/Анна Дмитрієва                                                    | Ольга Морозова/В'ячеслав Єгоров      |
| 1968    | Сергій Лихачов/Олександр Метревелі                                                        | Галина Бакшеєва/Марина Чувиріна                                                   | Галина Бакшеєва/Томас Лейус          |
| 1969    | Анатолій Волков/Сергій Лихачов                                                            | Ольга Морозова/Зайга Янсоне                                                       | Марина Чувиріна/Теймураз Какулія     |
| 1970    | Сергій Лихачов/Олександр Метревелі                                                        | Ольга Морозова/Зайга Янсоне                                                       | Ольга Морозова/Олександр Метревелі   |
| 1971    | Сергій Лихачов/Олександр Метревелі                                                        | Ольга Морозова/Зайга Янсоне                                                       | Ольга Морозова/Олександр Метревелі   |
| 1972    | Теймураз Какулія/Олександр Метревелі                                                      | Ольга Морозова/Зайга Янсоне                                                       | Ольга Морозова/Олександр Метревелі   |
| 1973    | Теймураз Какулія/Олександр Метревелі                                                      | Ольга Морозова/Зайга Янсоне-Іванова                                               | Ольга Морозова/Олександр Метревелі   |
| 1974    | Теймураз Какулія/Олександр Метревелі                                                      | Євгенія Бірюкова/Олена Гранатурова                                                | Євгения Бірюкова/Сергій Лихачов      |
| 1975    | Теймураз Какулія/Олександр Метревелі                                                      | Марина Крошина/Ольга Морозова                                                     | Ольга Морозова/Олександр Метревелі   |
| 1976    | Теймураз Какулія/Олександр Метревелі                                                      | Ольга Морозова/Марина Чувиріна                                                    | Ольга Морозова/Олександр Метревелі   |
| 1977    | Олександр Богомолов/Олександр Метревелі                                                   | Марина Крошина/Ольга Морозова                                                     | Євгенія Бірюкова/Ахмеров Раміз       |
| 1978    | Анатолій Волков/Костянтин Пугаєв                                                          | Олена Єлисеєнко/Наталья Чмирьова                                                  | Е. Ємець/Юрій Фільов                 |
| 1979    | Сергій Грузман/Олександр Коляскин                                                         | Ольга Зайцева/Ольга Морозова                                                      | Наталья Бородіна/Сергій Леонюк       |
| 1980    | Євген Бобоєдов/Олександр Метревелі                                                        | Ольга Зайцева/Ольга Морозова                                                      | Олена Єлисеєнко/Вадим Борисов        |
| 1981    | Олександр Богомолов/Сергій Леонюк                                                         | Ольга Зайцева/Світлана Чернева                                                    | Олена Єлисеєнко/Вадим Борисов        |
| 1982    | Олександр Богомолов/Сергій Леонюк                                                         | Юлія Кашеварова/Світлана Чернева                                                  | Наталья Чмирьова/Сергій Леонюк       |
| 1983    | Олександр Звєрєв/Сергій Леонюк                                                            | Лариса Савченко/Світлана Чернева                                                  | Світлана Чернева/Костянтин Пугаєв    |
| 1984    | Вадим Борисов/Костянтин Пугаєв                                                            | Світлана Пархоменко-Чернева/Лариса Савченко                                       | Юлія Сальникова/Гиртс Дзелде         |
| 1985    | Олександр Звєрєв/Сергій Леонюк                                                            | Світлана Пархоменко/Лариса Савченко                                               | Юлія Сальникова/Гиртс Дзелде         |
| 1986    | Олександр Звєрєв/Сергій Леонюк Гиртс Дзелде/Андрій Ольховський (зимовий)                  | Світлана Пархоменко/Лариса Савченко Ніна Авдєєва/Олена Рижикова (зимовий)         | Лариса Савченко/Олександр Долгополов |
| 1987    | Володимир Габричідзе/Андрій Ольховський Володимир Габричідзе/Андрій Ольховський (зимовий) | Світлана Пархоменко/Лариса Савченко Світлана Пархоменко/Лариса Савченко (зимовий) | Наталья Зверева/Андрес Висанд        |
| 1988    | Владимир Габричідзе/Олександр Звєрєв Володимир Габричідзе/Андрій Ольховський (зимовий)    | Наталья Бикова/Олена Єлисеєнко Наталья Зверєва/Лариса Савченко (зимовий)          | не проводився                        |
| 1989    | Гиртс Дзелде/Андрій Черкасов Володимир Габричідзе/Андрій Черкасов (зимовий)               | Лейла Месхі/Лариса Савченко Наташа Зверєва/Лариса Савченко (зимовий)              | Наталья Медведєва/Дмитро Поляков     |
| 1990    | Андрій Медведєв/Андрій Рибалко Артур Шиладжан/Саргис Саргсян                              | Світлана Комлева/Марія Чирикова Олена Брюховець/Олена Погорелова                  | не проводився                        |
| 1991    | Геннадій Авдєєв/Тарас Бейко                                                               | Каріне Курегян/Аїда Халатян                                                       | Євгенія Манюкова/Дмитро Паленов      |